# Landevieille
Landevieille é uma comuna francesa na região administrativa da Pays de la Loire, no departamento de Vendéia. Estende-se por uma área de 13,57 km². Em 2010 a comuna tinha 1 455 habitantes (densidade: 107,2 hab./km²).